# Амарал, Ана Луиза
Ана Луиза Амарал (порт. Ana Luísa Amaral; 5 апреля 1956[…], Лиссабон — 5 августа 2022, Леса-да-Палмейра, Порту) — португальская поэтесса, переводчик и педагог, автор книг для детей.

## Биография
С 9 лет жила в Леса-да-Палмейра. Окончила Университет Порту (1995), защитила диссертацию по поэзии Эмили Дикинсон. Стажировалась в Брауновском университете (1991—1993). Преподавала в альма-матер английскую литературу, поэтику, феминистские исследования и квир-теорию. Составила Словарь феминистской критики (2005, в соавторстве). Переводила стихи Эмили Дикинсон, Джона Апдайка.

## Книги стихов
- Minha Senhora de Quê (1990; 2nd. ed. 1999, заглавие — отсылка к сборнику стихов Марии Терезы Орта Minha Senhora de Mim, 1967)
- Coisas de Partir (1993; 2nd. ed. 2001)
- Epopeias (1994)
- E Muitos os Caminhos (1995)
- Às Vezes o Paraíso (1998; 2nd. ed. 2000)
- Imagens (2000)
- Imagias (2002)
- A Arte de Ser Tigre (2003)
- A Génese do Amor (2005)
- Poesia Reunida (1990—2005) (2005)
- Entre Dois Rios e Outras Noites (2007)
- Se Fosse um Intervalo (2009)
- Inversos: Poesia 1990—2010 (2010)
- Vozes (2011)
- Escuro (2014)
- E Todavia (2015)
- What’s in a name (2017)
- Ágora (2019)

## Признание
Большая премия Португальской ассоциации писателей (2008) и др. награды.